# Raymond Bru
Raymond Jean Bru (?, 1906. március 30. – ?, 1989. december) világbajnoki ezüstérmes, olimpiai bronzérmes belga tőrvívó.